# شوبفهايم
شبفهايم (بالألمانية: Schopfheim) هي مدينة وبلدة ألمانية تقع في ألمانيا في لوراخ. يقدر عدد سكانها بـ 19,329 نسمة .

## المدن التوأمة
مدينة كلاينماخنوف ‏ هي مدينة توأمة لـشبفهايم.

## معرض صور

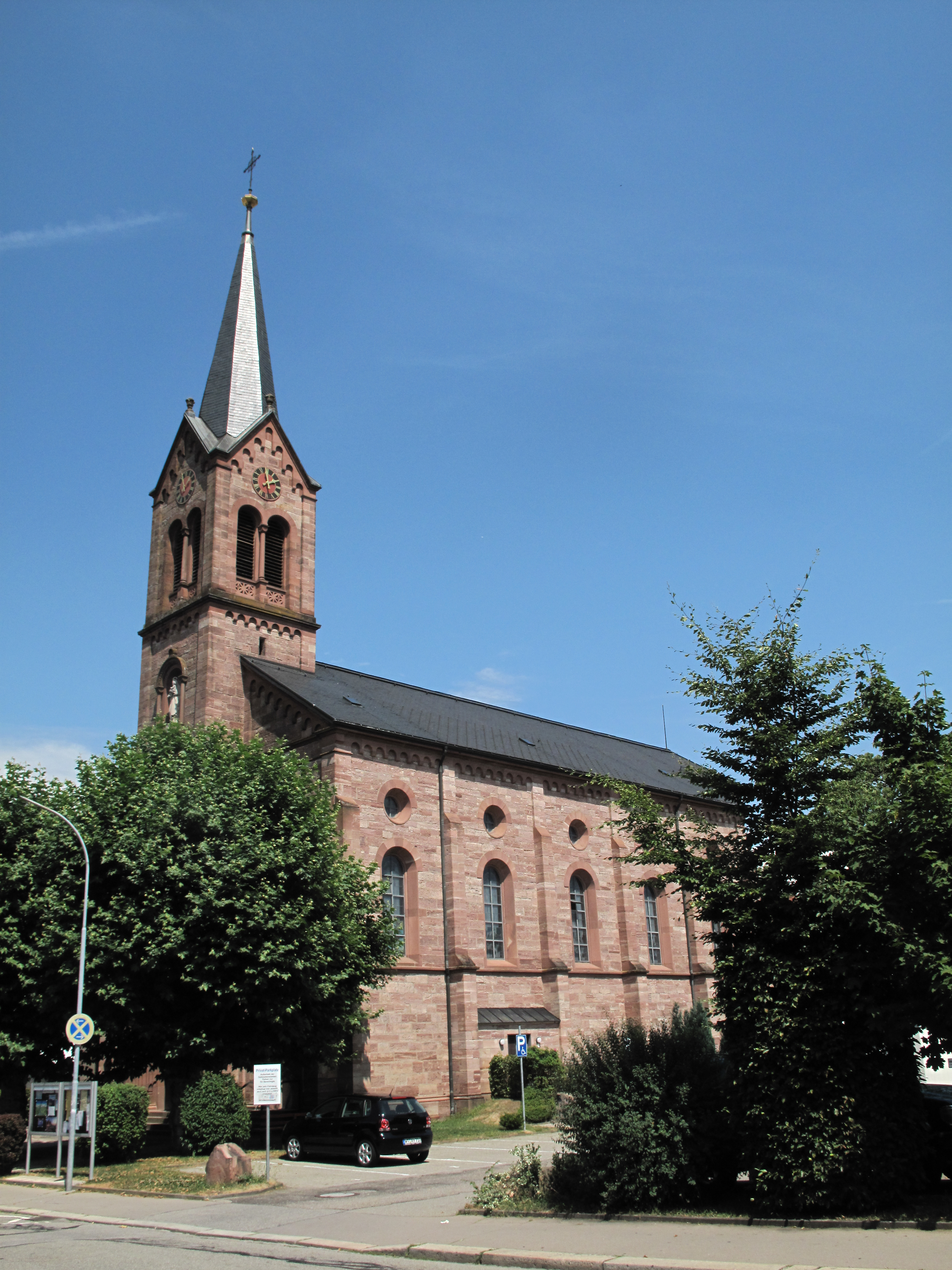
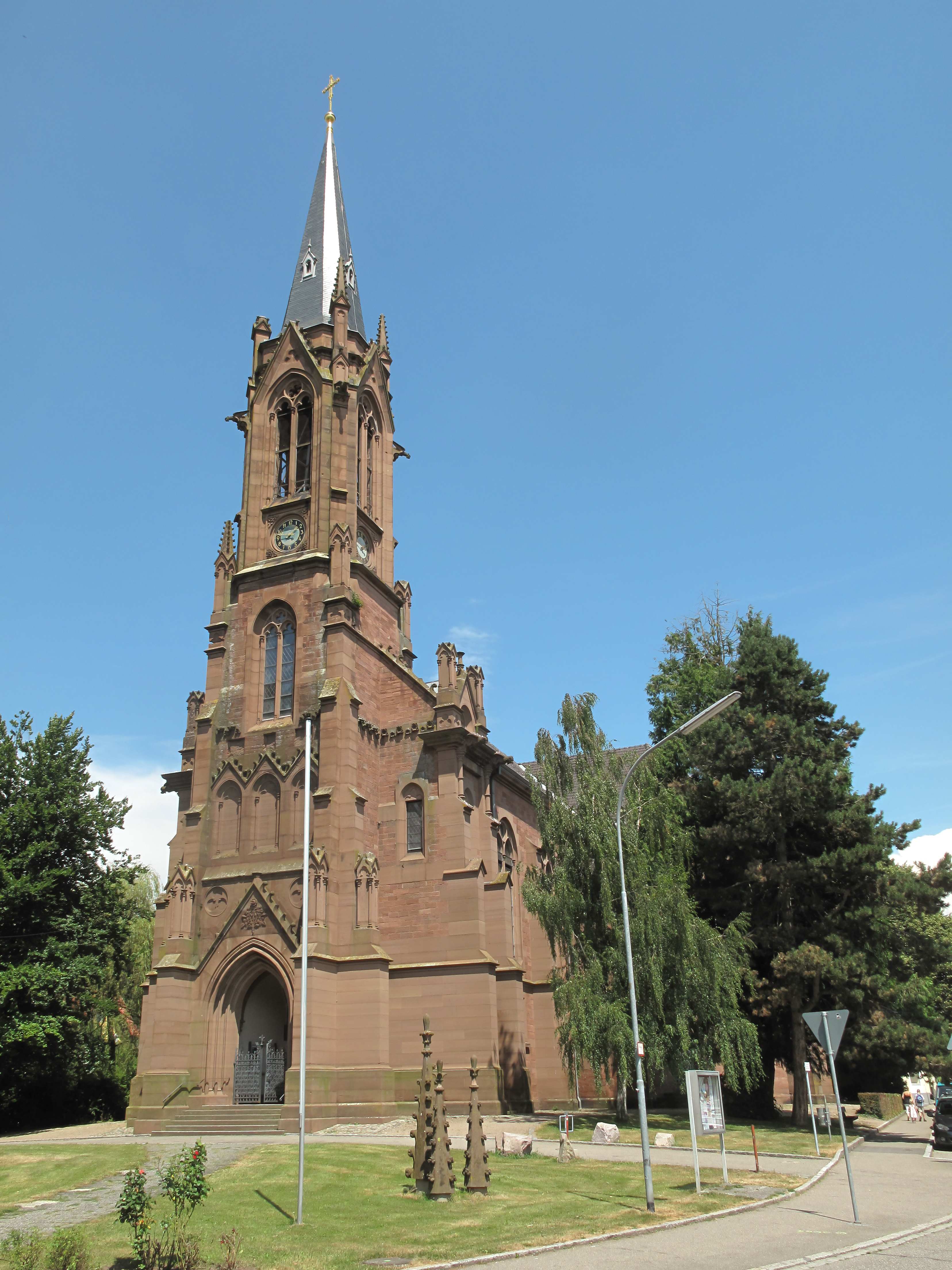
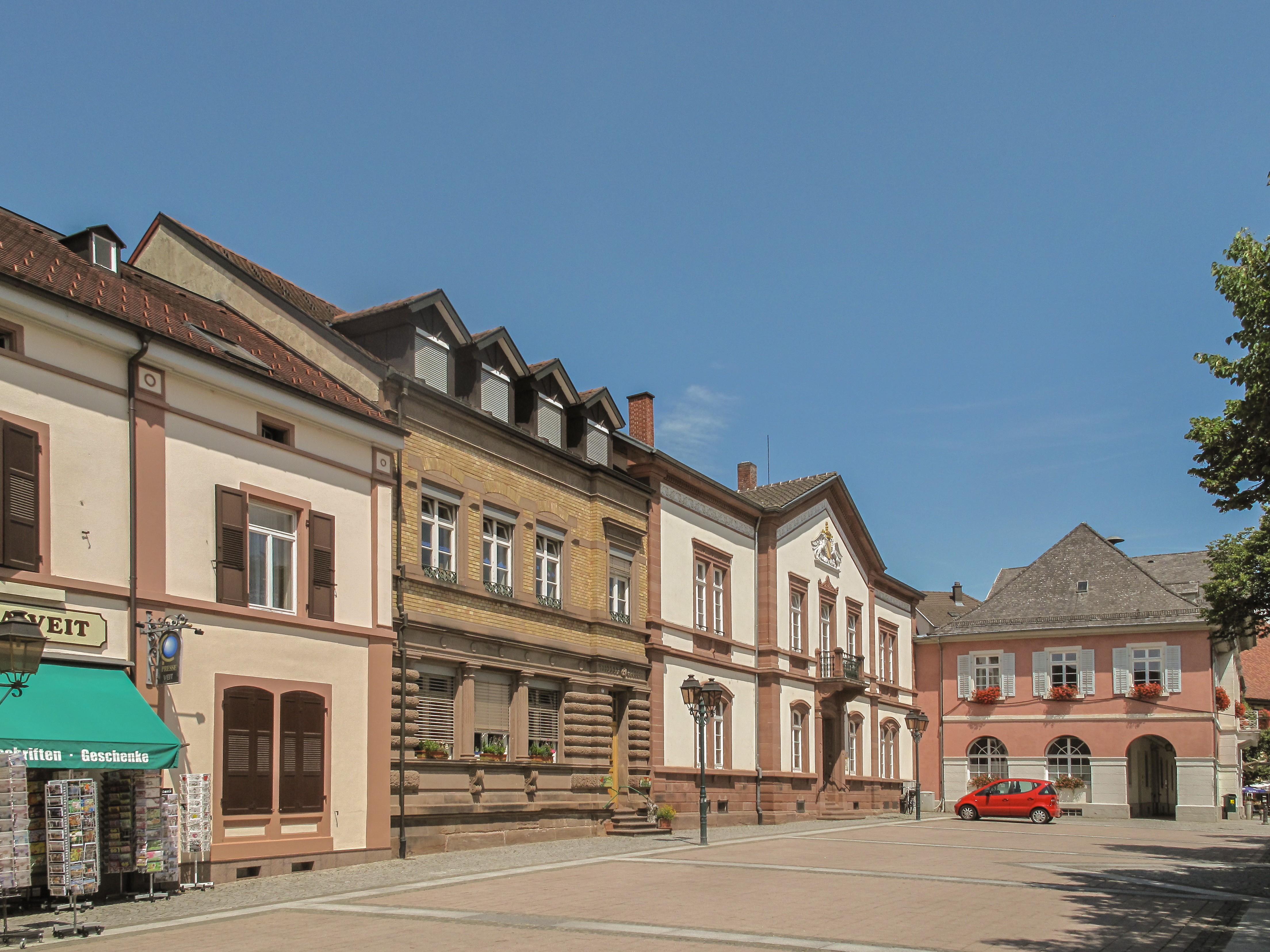

## أعلام
- ستيفان مولر
- توماس هوزر
- ماكس جوسيف ميتزجر
- ماكس بيكار
- هيلموت هوزر